# John Peterson
John William "Jack" Peterson (Dublín, 22 de febrer de 1880 – ?) va ser un jugador d'hoquei sobre herba irlandès que va competir a principis del segle xx. Era germà del també jugador d'hoquei sobre herba Walter Peterson.
El 1908 va prendre part en els Jocs Olímpics de Londres, on va guanyar la medalla de plata en la competició d'hoquei sobre herbal, com a membre de l'equip irlandès.